# Cinq-Mars-la-Pile
Cinq-Mars-la-Pile là một xã thuộc tỉnh Indre-et-Loire trong vùng Centre-Val de Loire ở miền trung nước Pháp.